# Cuxiú-preto
O cuxiú-preto (Chiropotes satanas) é um macaco do Novo Mundo da família Pitheciidae e gênero Chiropotes, endêmico do Brasil. É uma das cinco espécies de cuxiú. Possui tamanho médio (30–50 cm), sendo principalmente primatas frugívoros, e se alimentam principalmente de sementes. O nome do gênero Chiropotes significa "bebedor manual", pois foram observados usando as mãos como conchas para colocar água na boca. Acredita-se que esse comportamento seja uma forma de manter e proteger suas barbas características. O habitat do cuxiu-preto sofreu forte fragmentação de habitat, tornando incerto o futuro estado de conservação da espécie.

## Distribuição e habitat
O cuxiú-preto é endêmica do extremo leste da Amazônia no Brasil, em uma área restrita a uma região relativamente pequena do rio Tocantins, no leste do Pará, até o rio Grajaú, no Maranhão (semelhante à distribuição do igualmente ameaçado macaco Cebus kaapori). A área natural do cuxiú-preto pode variar de 200 a 250 hectares. É o único pitecídeo amazônico encontrado a leste do rio Tocantins.

## Anatomia e morfologia
O cuxiú-preto pode ser identificado por seus cabelos pretos e grossos, barba distinta que molda o rosto e uma cauda espessa que se assemelha a uma raposa. A cauda não é preensível e utilizam movimento quadrúpede para locomoção. Possuem alguns destaques marrom-amarelados nas costas e nos ombros e podem pesar de 2 kg a 4 kg. Os machos são ligeiramente maiores que as fêmeas e também têm uma testa saliente.
Anteriormente, o Chiropotes chiropotes, o Chiropotes israelita e o Chiropotes utahicki, outro membro do gênero Chiropotes, foram classificados como subespécies ou variações taxonomicamente insignificantes da mesma espécie chamada Cuxiú, mas com base em diferenças de pelagem e análise molecular tem recomendado tratá-los como espécies separadas.
O cuxiú-preto é a única espécie de cuxiu-barbudo de nariz escuro com o dorso enegrecido, embora algumas fêmeas e jovens tenham o dorso mais claro e acastanhado. Os dentes evoluíram para a predação de sementes: essas adaptações dentárias permitem que eles quebrem e acessem sementes em vagens extremamente duras. Conseguem abrir frutas de casca dura, utilizando os dentes de forma eficiente.

## Comportamento

### Dieta
Os cuxiús-pretos são altamente frugívoros, especializados na predação de sementes, pois 90% de sua dieta se origina de frutas e sementes. Alimentam-se principalmente de plantas das famílias Sapotaceae, Lecythidaceae e Chrysobalanaceae, mas são conhecidos por se alimentarem de mais de cem espécies e são capazes de adaptar suas dietas. Complementam suas dietas com polpas de frutas e pequenos insetos. Usam seus fortes dentes caninos para abrir cascas duras de frutas e nozes, permitindo-lhes acessar as sementes verdes dentro das frutas.

### Comportamento social
São animais sociais, geralmente cuidando e brincando uns com os outros, mesmo com os de outras espécies de primatas. Os cuxiús-pretos podem ser encontrados em grupos de vinte a trinta indivíduos. Os indivíduos de um grupo se separam e se reúnem ao longo do dia, vivem em grandes áreas e viajam longas distâncias diariamente.

### Movimento
O cuxiú-preto passa a maior parte do tempo descansando, viajando e comendo. Usam principalmente movimento quadrúpede para se mover no dossel das árvores.

### Reprodução
Os cuxiús-pretos têm um período de gestação de cinco meses e produzem um filhote de cada vez. Se tornam sexualmente maduros aos quatro anos de idade e têm uma expectativa de vida de dezoito anos. Dão à luz filhotes a cada dois anos.

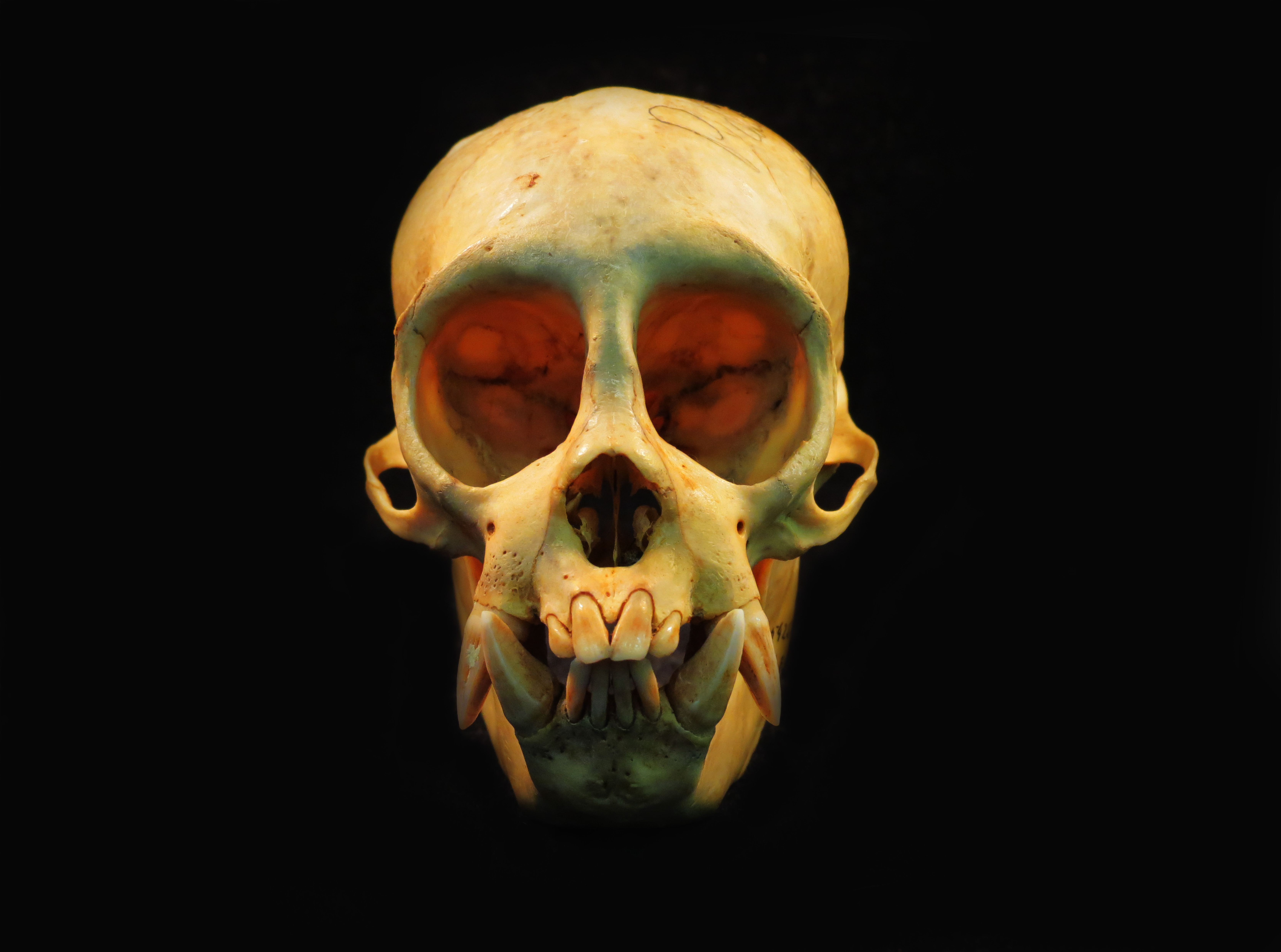
Crânio de Chiropotes mostrando a adaptação dos dentes para a predação de sementes duras
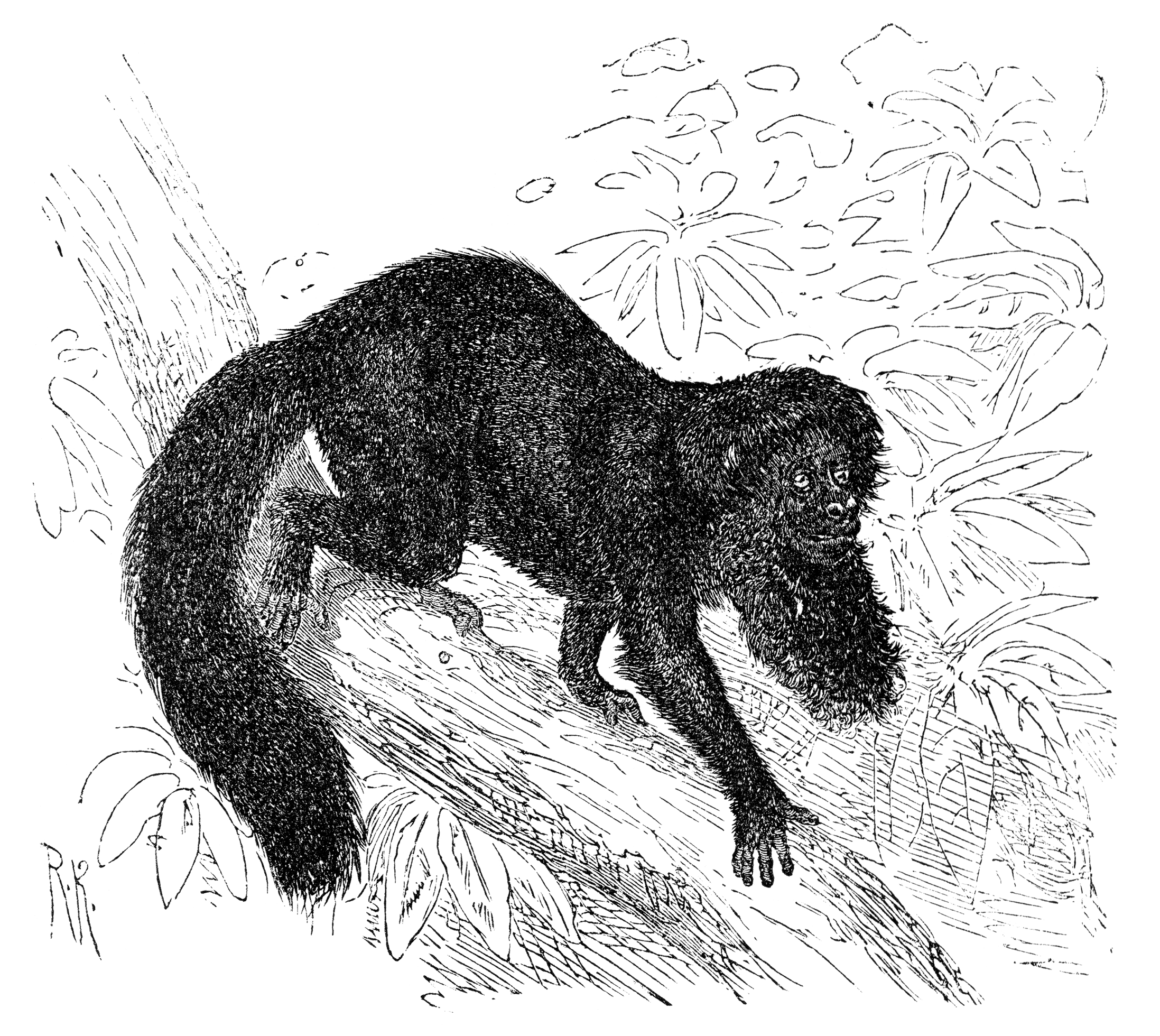
Desenho do cuxiú-preto exibindo movimento quádruplo em um galho de árvore
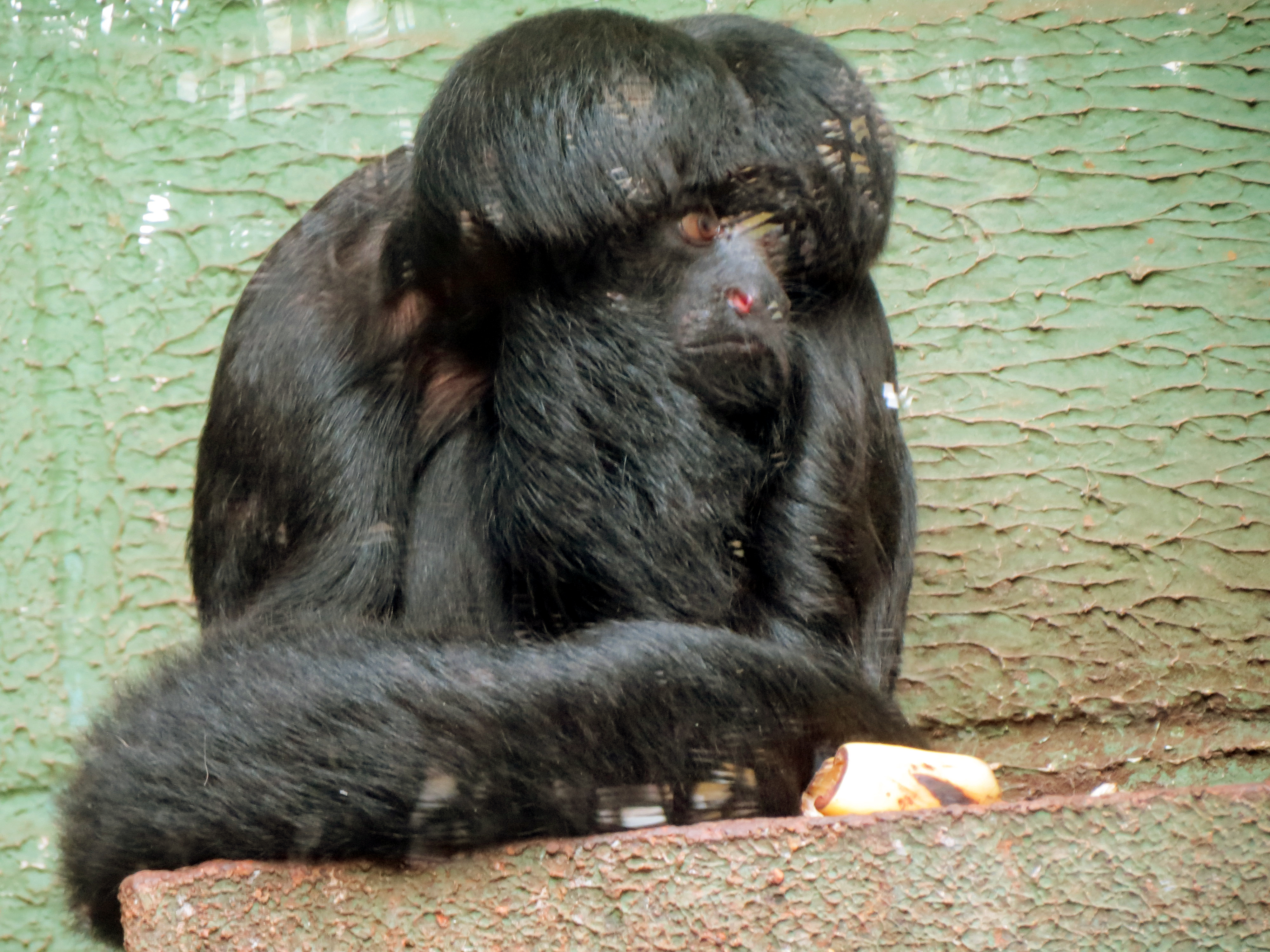
Um cuxiú-preto em um zoológico de Sorocaba, em São Paulo
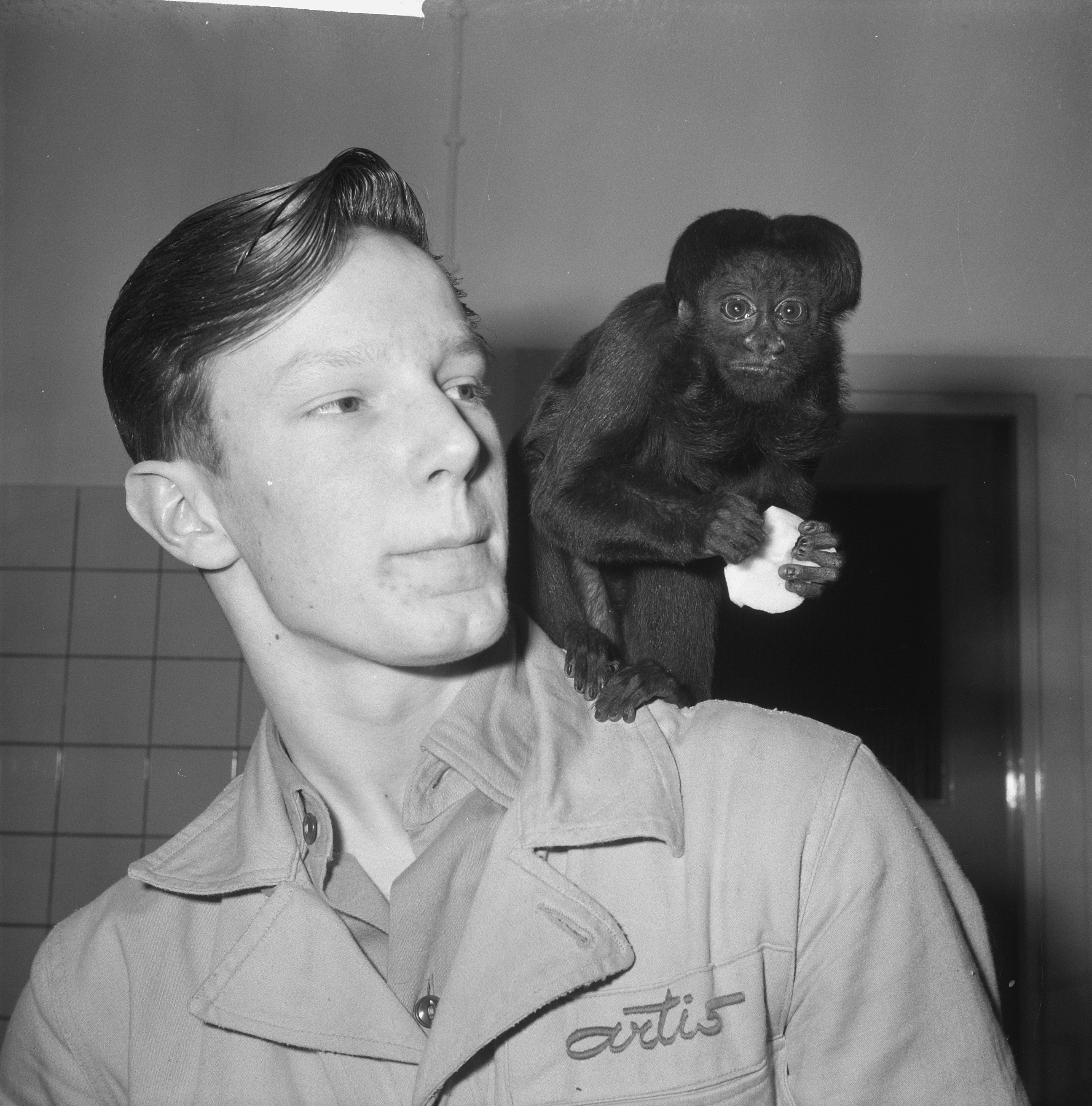
Um cuxiú-preto nos ombros de um homem, em 1962

## Conservação

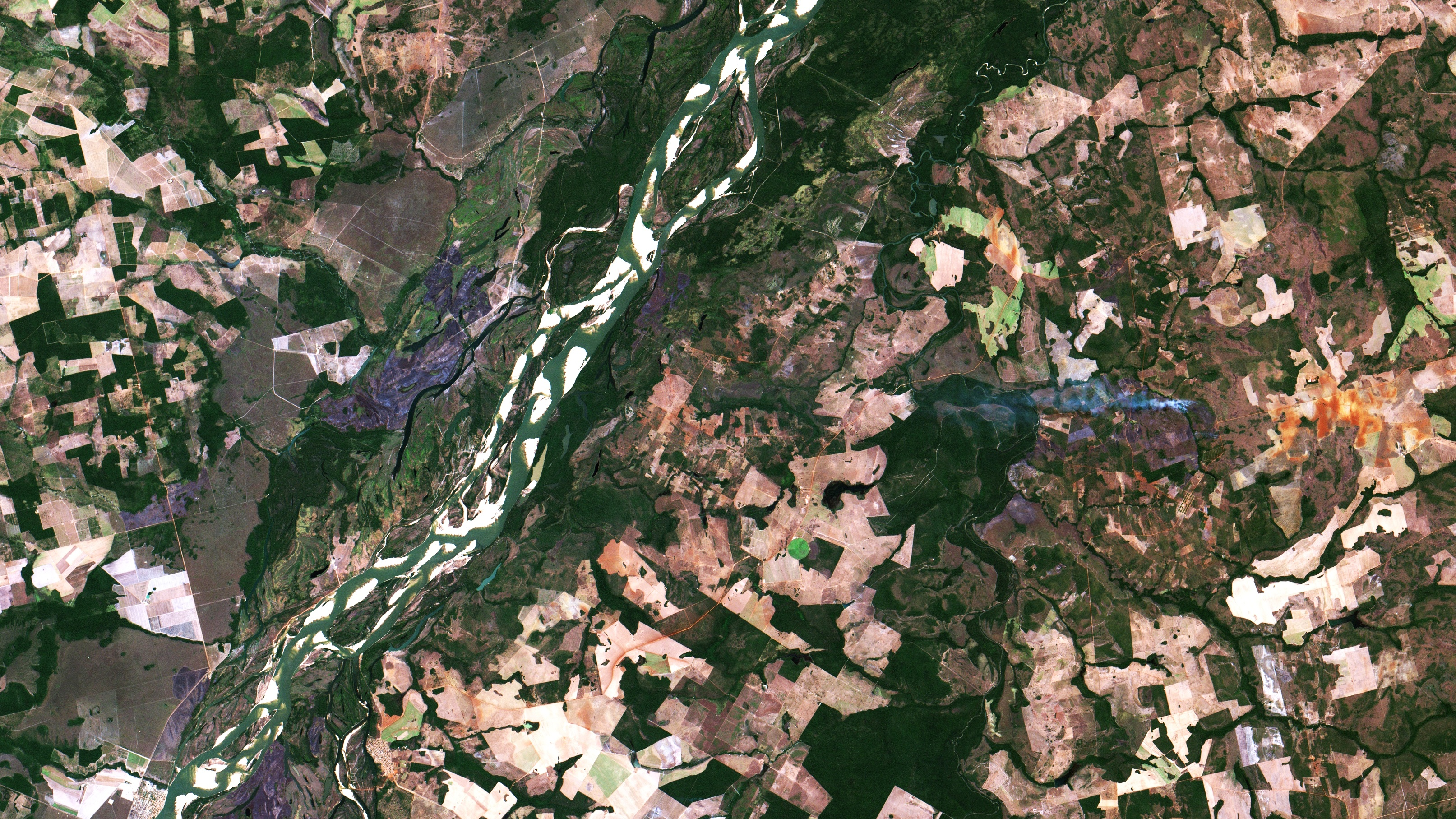
Imagem de satélite mostrando impacto antrópico na bacia do rio Araguaia, entre o Pará e o Tocantins

O cuxiú-preto é uma espécie criticamente ameaçada de extinção. Nas últimas décadas, a urbanização na Amazônia brasileira trouxe consigo rodovias, agricultura e barragens, criando um influxo de fragmentação de habitat, destruição de habitat e pressão proveniente da caça furtiva. De acordo com o informado pelo Instituto Chico Mendes de Conservação da Biodiversidade (ICMBio) em 2018, suspeita-se que houve uma redução de pelo menos 80% da população original nas últimas três gerações, correspondendo a trinta anos.

### Modificações comportamentais devido à fragmentação da floresta
Estudos revelam que o cuxiú-preto pode se adaptar a habitats com até 3% do tamanho original. No entanto, não está claro se essa flexibilidade comportamental é suficiente para a viabilidade a longo prazo dessa espécie em habitats fragmentados. A fragmentação da floresta resultou em mudanças comportamentais que permitem a adaptação da espécie, mas podem prejudicar seu estado de conservação a longo prazo. Grupos desta espécie não deixarão trechos isolados de floresta fragmentada a menos que a ponte de floresta secundária cresça. Grupos em trechos menores de floresta tendem a se mover e vocalizar menos enquanto descansam mais. A densidade populacional aumentará à medida que o tamanho do habitat diminuir, causando uma tendência positiva de doenças entre a população que vive em pequenos fragmentos.
O cuxiú-preto vive em pequenos fragmentos de floresta e são limitados em suas escolhas alimentares devido ao número reduzido de espécies de plantas presentes e, portanto, consomem espécies que os indivíduos que habitam florestas contínuas ignorariam. Mudanças nos padrões de alimentação ocorrem onde a fragmentação foi acompanhada pela extração seletiva de espécies usadas como alimento. A capacidade de ter uma dieta flexível e incluir sementes e frutos verdes ajuda essa espécie a sobreviver em fragmentos florestais menores, mas parece que essas condições são inviáveis a menos que a conectividade aumente entre os fragmentos florestais e a floresta contínua na paisagem. A sobrevivência futura do cuxiú-preto dependerá da adequada metapopulação e manejo do habitat. A conservação do habitat é de alta prioridade, pois esta espécie tem um alcance particularmente pequeno. O cuxiú-preto é considerado o primata mais ameaçado da Amazônia e já está extinto localmente em grande parte de sua distribuição original.

### Sobrevivência
Estudos realizados na área explorada pelo Projeto Dinâmica Biológica de Fragmentos Florestais registraram as mudanças de comportamento causadas nos cuxiús pela fragmentação do habitat. Grupos de cuxiú-preto que vivem em fragmentos de dez hectares de floresta tropical isolada apresentaram falta de reprodução em um período de 3,5 anos. Isso pode ocorrer devido à falta de recursos nesses pequenos fragmentos isolados de habitat. Fragmentos menores de floresta também resultam em densidades populacionais mais altas. O aumento da densidade desta espécie nos pequenos fragmentos pode afetar sua saúde. Grupos de maior densidade que vivem em fragmentos florestais são mais propensos a parasitas e a doenças do que aqueles que vivem em áreas não perturbadas.
Em 2017, o Ministério do Meio Ambiente aprovou Plano de Ação Nacional para a Conservação dos Primatas Amazônicos (PAN Primatas Amazônicos), o qual incluiu o cuxiú-preto. O PAN Primatas Amazônicos objetivava melhorar o estado de conservação dos primatas amazônicos ameaçados em cinco anos, com os objetivos abrangendo o planejamento territorial, a mitigação e compensação dos efeitos de empreendimentos e a redução da pressão da caça.